# Sun on Sand
Sun on Sand, composed and arranged by Patrick Zimmerli ist ein Album des Saxophonisten Joshua Redman und seines Trios mit dem Streichquartett Brooklyn Rider. Das als Konzeptalbum angelegte Werk interpretiert acht Kompositionen aus einer Suite von Patrick Zimmerli. Die Aufnahmen erschienen am 4. Oktober 2019 auf Nonesuch Records.

## Hintergrund
Auf dem Album spielt Joshua Redman neben dem Streichquartett mit seinem Trio aus Scott Colley am Kontrabass und Satoshi Takeishi (Perkussion). Zu seinen Mitgliedern von Brooklyn Rider zählen die Geiger Johnny Gandelsman und Colin Jacobsen, der Bratschist Nicholas Cords und der Cellist Eric Jacobsen. Bei dem Projekt „Sun on Sand“ hat Joshua Redman die Musik von Patrick Zimmerli verarbeitet, dessen Werk Elemente aus dem Jazz, der klassischen und der zeitgenössischen Musik verbindet. Alle Stücke, die ihre Uraufführung 2014 in der Londoner Wigmore Hall hatten, schildern musikalisch die unterschiedlichen Ausdruckswelten des Lichts; „gleißendes Blenden, zuckende Blitze, aber auch düster-schummriges Funkeln hat Zimmerli versucht kompositorisch darzustellen.“
Zimmerli hatte bereits 2011 mit Redmans Duo-Partner Brad Mehldau am Album Modern Music mit Kevin Hays gearbeitet. Außerdem kooperierte der Saxophonist mit Zimmerli, als dieser für Redmans 2013 erschienenes Nonesuch-Album Walking Shadows orchestrale Arrangements von Redmans Kompositionen schuf.

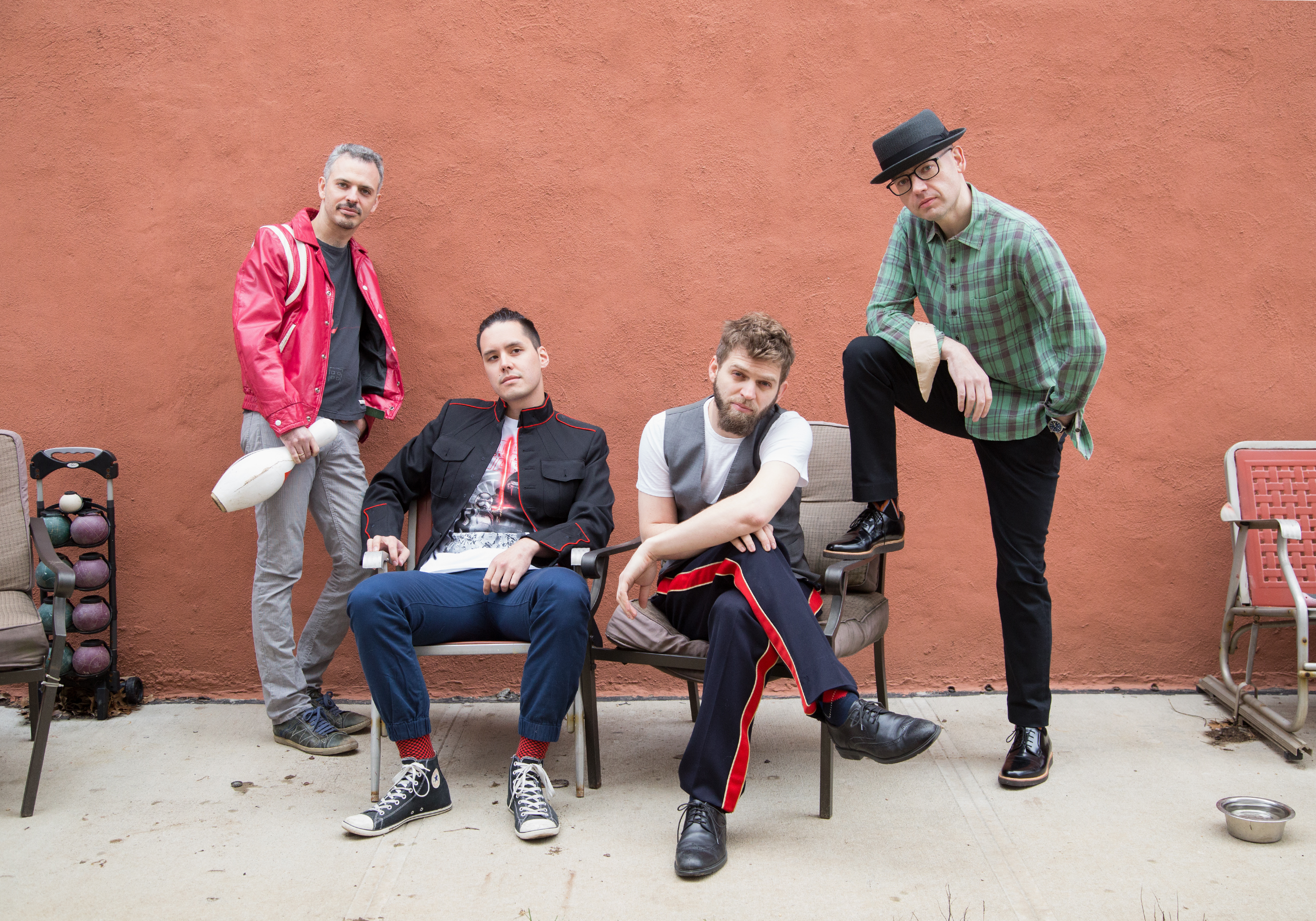
Brooklyn Rider

## Titelliste
- Joshua Redman, Brooklyn Rider: Sun on Sand, composed and arranged by Patrick Zimmerli (Nonesuch 0075597946383)

1. Flash – 4:45
2. Between Dog and Wolf – 6:43
3. Sun on Sand – 6:01
4. Dark White – 3.15
5. Soft Focus – 5.22
6. Through Mist – 6.30
7. Starbursts and Haloes – 5.27
8. Between Dog and Wolf (Reprise) – 2:20

Alle Kompositionen stammen von  Patrick Zimmerli.

## Rezeption
Das Album erfuhr bei seinem Erscheinen durchweg positive Rezensionen; die britische Times verlieh ihm vier Sterne („voller Melodie und Vielfalt“). der Kritiker Georg Waßmuth (SWR2) lobte: „Zimmerli hat eine Suite zusammengestellt, die das Licht in all seinen Farben und Erscheinungen spiegeln soll. Das geht vom grellen Blitz über das gedämpfte Grau im Nebel bis zum dunklen Schatten. Joshua Redman und sein Ensemble liefern hierzu ein ums andere Mal oszillierende Klänge und Stimmungen. Die Grundelemente dieser Musik kann man zwar nüchtern analysieren, aber das Neue, was dabei entsteht, hat eine unwiderstehliche Sogwirkung.“ Die Komposition von Patrick Zimmerli ist zum einen eine minutiös ausgearbeitete Partitur, „zum anderen aber auch eine Einladung, mit dem Material zu spielen“, so der Autor weiter. Während sich das Streichquartett Brooklyn Rider oft streng an den Taktstrichen orientiere, nehmen sich Kontrabass, Schlagzeug und Saxofon immer wieder die Freiheit der Improvisation. Im Gesamteindruck sei die Musik aber kunstvoll verwoben und jedes der Stücke wie aus einem Guss.
Ulrich Habersetzer (BR-Klassik) ist der Ansicht, mit dem Brooklyn Rider-Streichquartett habe Redman „großartige Partner auf genau der richtigen Wellenlänge gefunden.“ Das Quartett werfe sich, wie der Saxophonist auch, ins Zusammenspiel. Die vier Streicher musizierten dabei mit großer Emotion und Hingabe; es zeige sich ihr ganz weiter Horizont. So sei auch ein leichter Folk- und Bluegrass-Touch immer wieder spürbar. Die vier Streicher fungierten keineswegs als Klangteppich, sondern lieferten „immer wieder motivische Anknüpfungspunkte für das Tenorsaxophon und greifen auch selbst melodisch ins Geschehen ein.“ Für den Autor sind aber der japanische Schlagzeuger Satoshi Takeishi und Kontrabassist Scott Colley die heimlichen Stars der Aufnahme; sowohl die Grundfärbung als auch den druckvollen Groove der Stücke würden sie bestimmen. „Zwar zünden nicht immer alle kompositorischen Ideen Zimmerlis“, so das Resümee Habersetzers, „aber das kraftvoll-kompakte Zusammenwirken und das Feuer aller Beteiligten machen Sun on Sand zu einem großen Genuss.“

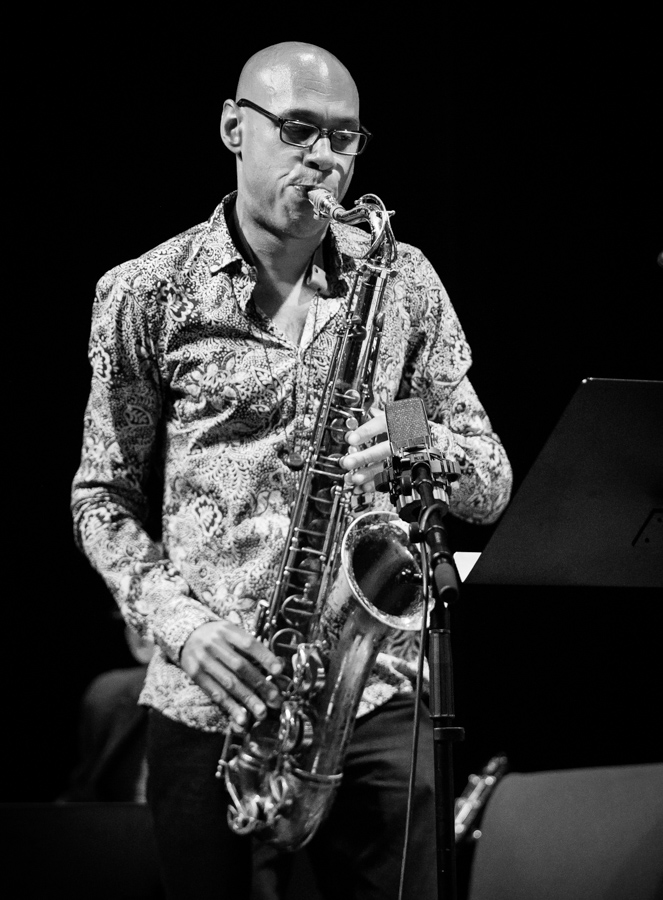
Joshua Redman auf dem Kongsberg Jazzfestival 2017

Dick Hovenga schrieb für London Jazz News, die Zusammenarbeit zwischen Zimmerli, Redman und Brooklyn Rider sei faszinierend und immer wieder überraschend. Die acht Kompositionen fielen sehr unterschiedlich aus, und „weil Redman sie mit dem berühmten Bassisten Scott Colley und dem Schlagzeuger Satoshi Takeisha zu einem engen Trio zusammengefügt hat, klingen die Streicher von Brooklyn Rider noch aufregender – und auch irgendwie lockerer.“ Zimmerli habe seiner Ansicht nach die große Gabe, hervorragende mehrschichtige Kompositionen zu schreiben, die in Brooklyn Riders Händen großartig klingen. „Was Redman mit den melodischen Linien in diesen tief empfundenen Arrangements anstellen kann, ist immer von höchster Qualität. Durch seine Kühnheit und Inspiration beeindruckt er nicht nur, er hat auch eine starke emotionale Seite. Und die Art und Weise, wie Colley und Takeisha sich mit echter Absicht einarbeiten, ist ebenfalls beeindruckend.“ Sun on Sand, so das Resümee des Autors, sei ein warm klingendes und fantastisch reichhaltiges Album. Eine ideale Mischung aus Jazz und moderner klassischer Musik; es markierte „einen neuen Höhepunkt in Redmans reichhaltiger Diskographie.“
Matt Colar verlieh dem Album in Allmusic 4½ (von fünf) Sterne und ist der Ansicht Sun on Sand sei ein Album, das die Grenze zwischen Jazz und moderner Klassik überschreite. Zimmerli bewege sich als Komponist geschickt zwischen explorativem modernen kreativen Jazz und stärker strukturierten klassischen Klanglandschaften. Das Eröffnungsstück „Flash“ sei „ein flottes, spiralförmiges Stück, bei dem Redman eine Serpentinenmelodie gegen einen ebenso kreiselnden Streicherpart spielt, was an eine genreübergreifene Mischung aus Sonny Rollins, Aaron Copland und Steve Reich erinnere. Der Rest des Albums sei genauso einnehmend. Der beeindruckendste Aspekt von Sun on Sand ist, wie ausgewogen sich die Zusammenarbeit anfühlt. Redman hat die Möglichkeit und den Sound, die Musik zu transportieren, aber Brooklyn Rider bietet einen tief strukturierten Kontrapunkt, während Zimmerlis expansive Stimme immer präsent bleibt.“